# Noferheperu-her-szeheper
Noferheperu-her-szeheper ókori egyiptomi hivatalnok a XVIII. dinasztia idején, Ehnaton uralkodása alatt. A fáraó által alapított új főváros, Ahet-Aton polgármestere. Az amarnai sziklasírok déli csoportjában az EA13 jelű az övé. Neve („Noferheperu teszi, hogy létezzem”) a királyt dicsőíti (Ehnaton trónnevének egyik eleme a Noferheperuré).
Sírját hivatalosan Bouriant nyitotta ki 1883-ban, és Daressy tárta fel 1893-ban, de már korábban is jártak bent, mert fáklyakorommal a mennyezeten az R. Hay kinyitotta ezt a sírt 1830-ban és C. Laver 1830-ban felmérte ezt a sírt feliratok szerepeltek.
A jó állapotban fennmaradt, befejezetlen sír kialakításában hasonlít a többi amarnai sírhoz. A helyiségben egy sorban álló hat oszlop áll, a két középső kicsivel távolabb áll egymástól, köztük húzódik a sír fő tengelye a bejárattól befelé. A fehér oszlopok kecsesebbek, mint az északi sírok oszlopai. A hátsó falban egy ajtót kezdtek el faragni, ami a belső csarnokhoz vagy egy szentélyhez vezetett volna. A díszítés fent, a mennyezet közelében teljesen készen van, már csak a színezés és a feliratok hiányoznak, lentebb azonban bele se kezdtek; baloldalt (a déli oldalon) még az oszlopok sincsenek végig kifaragva, csak a tetejük.
Nyilvánvaló, hogy amikor a temetésre sor került, már nem reménykedtek abban, hogy befejezik a sírt, és amint a helyiséget és az oszlopokat kifaragták, a munkások az északkeleti sarokban kezdtek dolgozni, ahová rendszerint a sírkamrába vezető lépcső került. A lépcső aljában épp csak akkora helyiséget alakítottak ki, hogy egy koporsó elférjen. Jobbra és balra két folyosó nyílik, nem tudni, korabeliek vagy később lettek kialakítva.